# Aiakas kreffti
Aiakas kreffti és una espècie de peix de la família dels zoàrcids i de l'ordre dels perciformes.

## Morfologia
- Els mascles poden assolir 30,1 cm de longitud total.[3][4]

## Hàbitat
És un peix marí i d'aigües profundes que viu entre 640-800 m de fondària.

## Distribució geogràfica
Es troba al sud de l'Argentina.

## Observacions
És inofensiu per als humans.